# Nadia Khiari
Pour les articles homonymes, voir Khiari.
Nadia Khiari, née le 21 mai 1973 à Tunis, est une artiste peintre, dessinatrice et enseignante en arts plastiques tunisienne, connue pour son personnage Willis from Tunis, intitulé utilisé également comme pseudo pour ses dessins satiriques.

## Biographie
Après des études à la faculté d'arts plastiques d'Aix-en-Provence, Nadia Khiari devient professeur d'arts plastiques dans un lycée de Tunis, puis, ultérieurement, professeure à l'École des Beaux-Arts de Tunis,.
Elle accède à la notoriété pendant la révolution tunisienne de 2011, alors qu'elle commente les événements sur les réseaux sociaux par l'intermédiaire de son personnage, le chat Willis from Tunis, créé à cette occasion.
Elle publie depuis des dessins de caricature dans les journaux français Siné Mensuel, Courrier international, Zelium et Foutou'art.
En 2019, elle fait partie de l'équipe des dessinatrices du nouveau mensuel féministe satirique Siné Madame, dès son lancement. En mai 2021, elle figure dans un recueil d'une sélection de dessins, publié par les éditions française Calmann-Lévy et intitulé Africa. Un texte de présentation de Nadia Khiari y figure, sous son pseudo de Willis from Tunis, aux côtés de cinquante autres dessinateurs de pays africains ainsi que quelques exemples de ses dessins et caricatures.

## Publications
- Willis from Tunis en auto-édition[8] :
  - 2011 - Tome 1 : Chroniques de la révolution  (ISBN 978-9973-02-293-6)
  - 2012 - Tome 2 : Willis from Tunis 2  (ISBN 978-9938-05-040-0)
  - 2015 - Tome 3 : Manuel du parfait dictateur  (ISBN 978-9938-14-218-1)
- Willis from Tunis aux éditions Elyzad :
  - 2020 - Tome 4 : Willis from Tunis, 10 ans et toujours vivant !  (ISBN 978-9973-58-126-6)

## Prix et récompenses
En 2012, elle reçoit le prix Honoré-Daumier lors de la deuxième rencontre internationale des dessinateurs de Cartooning for Peace,.
En 2013, elle reçoit le titre de docteur honoris causa de l'université de Liège pour son engagement en faveur de la liberté d'expression.
La même année, elle est filmée par Gérard Courant pour son anthologie cinématographique, Cinématon ; elle est le numéro 2 756 de cette collection.
En 2014, elle fait partie des dessinateurs engagés suivis par le documentaire Caricaturistes, fantassins de la démocratie. La même année, elle remporte le prix de la satire politique sur des dessins satiriques à Forte dei Marmi (Italie).
En 2016, elle reçoit le prix « Couilles au cul » créé par le rédacteur en chef de Fluide glacial et récompensant le courage artistique d'un auteur. Elle figure aussi parmi les 100 femmes distinguées par la BBC.
En 2018, elle reçoit le prix Sokol du musée de la caricature (de) de Krems en Autriche.